# Rudolf Petri
Rudolf Petri (6 mai 1915 - 5 novembre 1980 est un religieux bouddhiste allemand (tradition d’Arya Maitreya Mandala).

## Biographie
Il naît à Bonn en Allemagne. Il s'engage dans la Légion étrangère pour combattre ses compatriotes du Troisième Reich. Il est fait prisonnier par les Allemands et déporté au camp de concentration de Dachau. Puis il réside successivement en Suède et en Inde, où il devient disciple du Lama Anagarika Govinda. Il prend le nom d'ordination monastique d'Anuruddha.
Petri est président de la "Ligue bouddhiste espérantiste" (Budhana Ligo Esperantista), dont il fut le représentant au 4e congrès mondial de la World Fellowship of Buddhists en novembre 1956 à Katmandou. Il y fait un rapport en espéranto à la première assemblée générale et, en comité, une proposition sur l'utilisation de l'espéranto dans la propagation du bouddhisme. Il était directeur de l'« Institut Bó-Tát-Csoma de Bouddhologie » de Vũng Tàu.
Au Vietnam, il connaît la prison durant neuf mois. Rudolf Petri est décédé le 5 novembre 1980, à l'âge de 65 ans, à l'hôpital de Nouméa, en Nouvelle-Calédonie.
Rudolf Petri était un proche collaborateur d'Ernő Hetényi.

## Œuvres
- T.T. Anuruddha : Tiel Parolis La Buddho Kaj Liaj Disciploj. Vũng Tàu 1971
- (de) T.T. Anuruddha : Grundlagen des Jainismus, Religion der Gewaltlosigkeit. Aus indischen Quellen. Bodhisattva Csoma Institut für Buddhologie 1972
- T.T. Anuruddha : La Vojo al Nirvano. Vũng Tàu 1973
- (en) R.P. Anuruddha, An Introduction into Lamaism : The Mystical Buddhism of Tibet. Erstausgabe : Vishveshvaranand Vedic Research Institute 1959. Neudruck : Literary Licensing 2011,  (ISBN 9781258000929)